# Herpetogramma ambitalis
Herpetogramma ambitalis is een vlinder uit de familie van de grasmotten (Crambidae), uit de onderfamilie van de Spilomelinae. De wetenschappelijke naam van deze soort is voor het eerst gepubliceerd in 1924 door Hans Rebel.
De soort komt voor in Indonesië (Sumatra).